# Steeplechase

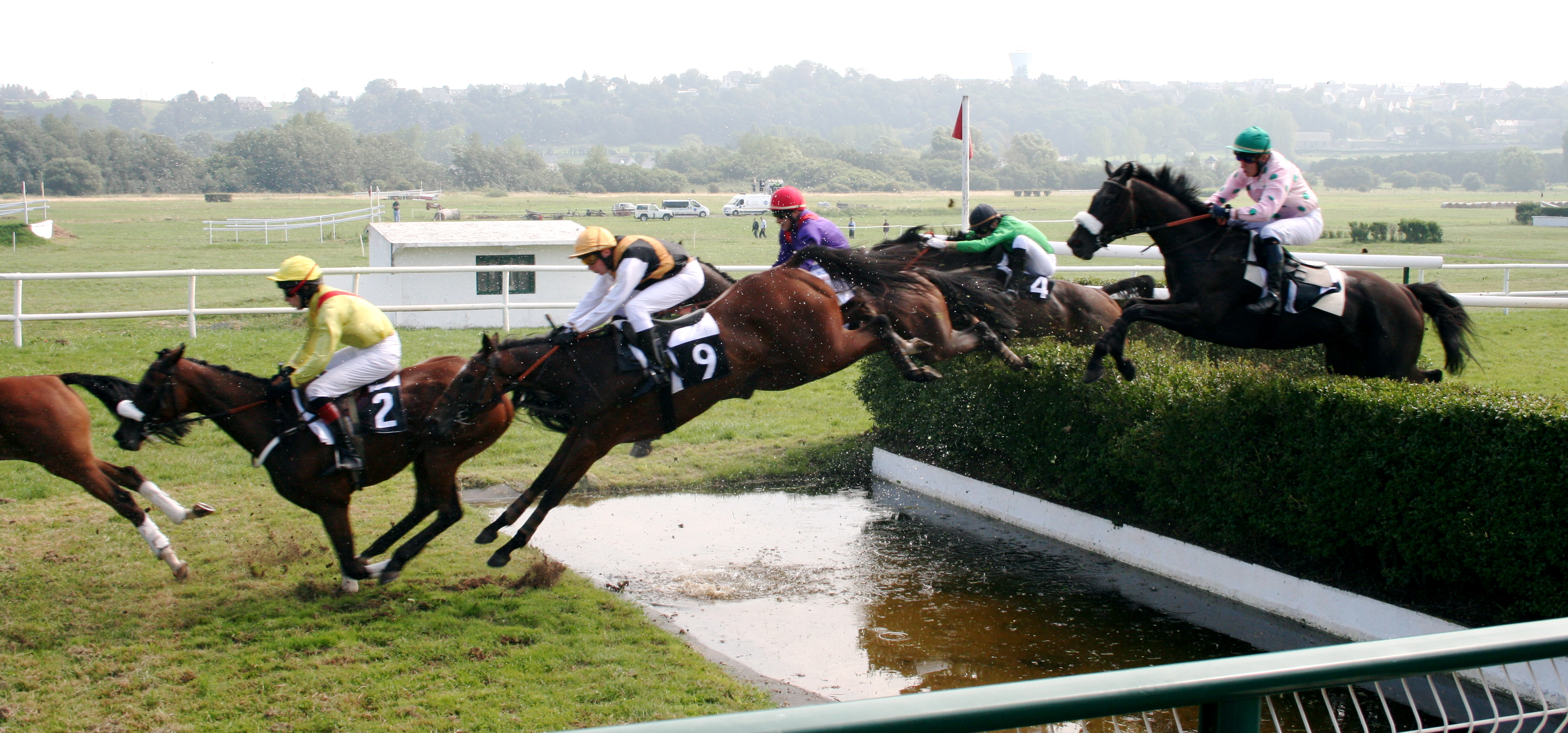
Una gara di steeplechase con salto di siepe su riviera.

Una steeplechase è una gara ippica disputata su un percorso ad ostacoli. La gara nacque in Irlanda e si è poi diffusa nel Regno Unito, in Canada, negli Stati Uniti d'America, in Australia e in Francia. Il nome deriva dalle prime gare in cui l'orientamento della corsa aveva come riferimento il campanile (in lingua inglese steeple) di una chiesa, saltando recinzioni e fossati e, in generale, attraversando i numerosi ostacoli che si presentano in campagna. 
L'uso moderno del termine "steeplechase" differisce a seconda dei paesi. In Irlanda e nel Regno Unito si riferisce a gare disputate su percorsi dotati di grandi ostacoli fissi, mentre nel "hurdling" gli ostacoli sono più piccoli. Nel resto del mondo, "steeplechase" viene usato per indicare qualsiasi corsa ippica ad ostacoli.
Il più famoso steeplechase è il Grand National, gara disputata tutti gli anni all'Aintree Racecourse, a Liverpool, dal 1836 (la gara ufficiale venne disputata tre anni dopo). Nel 2014 aveva in palio premi complessivi per un milione di sterline. Il più famoso steeplechase in Italia è il Gran Premio Merano.

## Storia

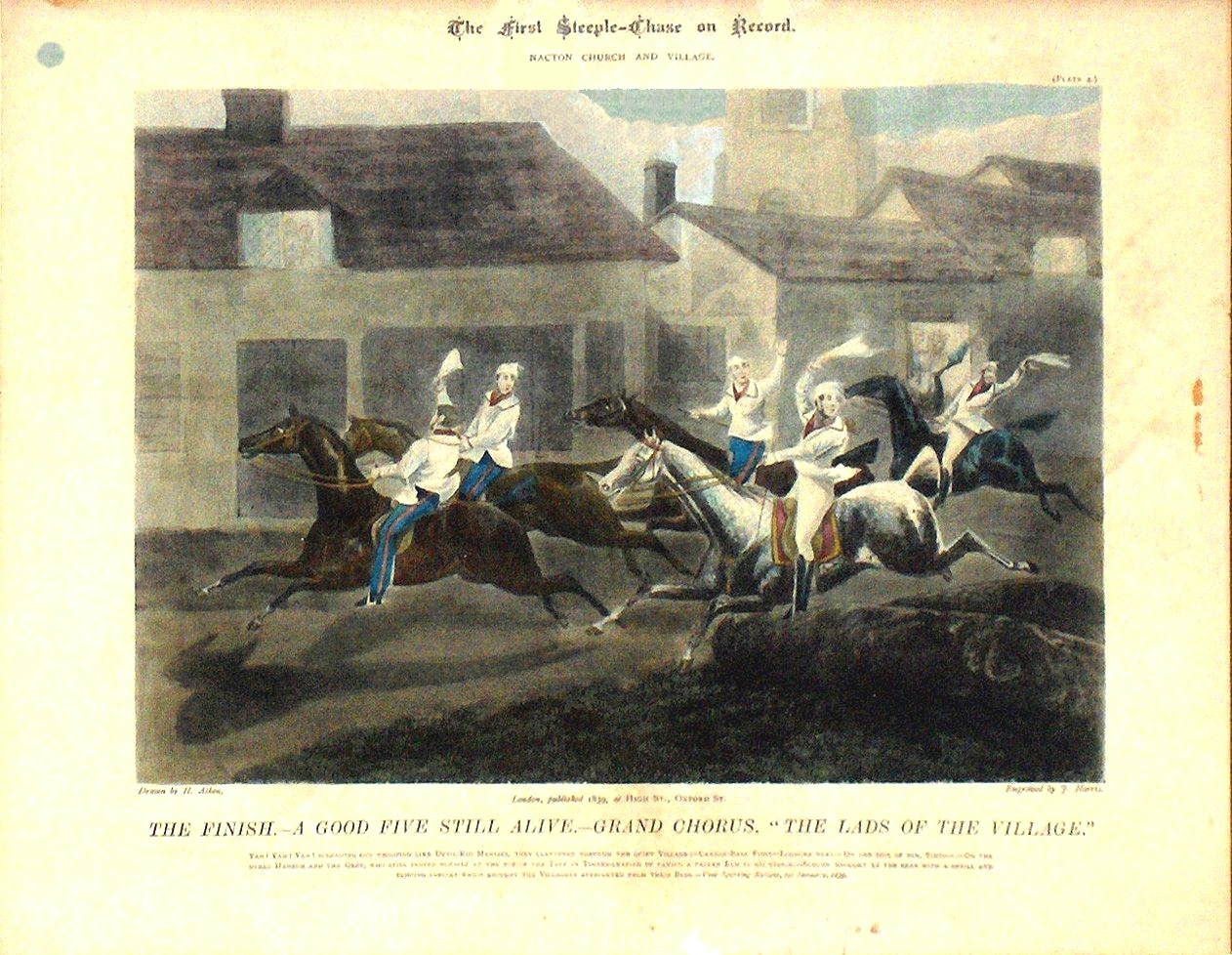
Incisione di anonimo "The lads from the village" (I ragazzi del villaggio) - il primo steeplechase inglese del 1830, di cui si ha notizia.

Lo steeplechase nacque in Irlanda nel XVIII secolo come l'analogo cross country disputato con cavalli purosangue che andavano dal campanile di una chiesa a quello di un'altra e da qui il termine "steeplechase". La prima corsa ad ostacoli si dice sia stata il risultato di una scommessa, avvenuta nel 1752, tra Cornelius O'Callaghan e Edmund Blake, che percorsero quattro miglia (6.4 km) in un percorso cross country dalla chiesa di Buttevant a quella di St. Leger a Doneraile nella Contea di Cork in Irlanda. Un resoconto della gara si dice sia stato nella biblioteca del O'Brien del Dromoland Castle. La maggior parte dei primi steeplechase si sono disputati su percorsi di campagna (cross county), piuttosto che su una pista, e assomigliavano alle gare inglesi di cross country che si disputano oggi. La prima corsa steeplechase disputata su una pista preparata con recinzioni si è svolta presso  Bedford nel 1810, anche se una gara si era svolta a  Newmarket, nel 1794, sulla distanza di un miglio, con ostacoli di 1,5 metri ogni quarto di miglio. Il primo English National Steeplechase di cui si abbia menzione ebbe luogo lunedì 8 marzo 1830. La corsa, su una distanza di 6,4 km., venne organizzata da Thomas Coleman di St Albans, e venne disputata da Bury Orchard, Harlington, nel Bedfordshire, all'obelisco di Wrest Park, Bedfordshire. Il vincitore fu il capitano MacDowall su "The Wonder", di proprietà di Lord Ranelagh, che vinse la gara con il tempo di 16 minuti e 25 secondi. Il resoconto della manifestazione apparve nelle edizioni di maggio e luglio di Sporting Magazine nel 1830.